# Jesús Carrera Olascoaga
Jesús Pablo Carrera Olascoaga (Fuenterrabía, 17 de agosto de 1911-Alcalá de Henares, 16 de enero de 1945) fue un político español, secretario general del Partido Comunista de España en el interior, fusilado en 1945.
Olascoaga nació en Fuenterrabía en 1911. Con 20 años se afilió al sindicato socialista Unión General de Trabajadores (UGT) y poco después al Partido Comunista de España, en el que desempeñó el cargo de secretario político de las Juventudes Comunistas.
Durante la guerra civil española combatió con el Batallón Gernikako Arbola del Ejército Vasco, inicialmente como miliciano y más tarde como comandante del batallón. Tras finalizar la Guerra Civil, pasó por los campos de internamiento franceses de Saint-Cyprien, Gurs, Argelès-sur-Mer y Rivesaltes.
En Francia fue reclutado por el Partido Comunista para reorganizar el partido en España. Tras desempeñar diversas labores, en 1942 aceptó el cargo de secretario general del partido en el interior de España, tras la detención, tortura y ejecución de dos de sus predecesores.
Fue detenido en Madrid en marzo de 1943 y, tras ser torturado durante casi medio año, en 1944 fue trasladado a Alcalá de Henares donde fue juzgado el 19 de septiembre de ese año por un tribunal militar. Condenado a muerte, fue fusilado el 16 de enero de 1945.
El 15 de junio de 2018 sus restos mortales fueron exhumados para trasladarlos a su Fuenterrabía natal. El 28 de julio de ese año se celebró un acto de homenaje en el exterior del cementerio de Fuenterrabía, en el transcurso del cual sus restos fueron entregados a su familia y posteriormente fueron inhumados en un acto privado.
Con el objetivo de recuperar su memoria, ese mismo año se inició una campaña de cowdfunding para financiar y producir el documental Jesús Carrera: el rojo de Hondarribia.